# Nicolás Méndez
Nicolás Marcelo Méndez (Buenos Aires, 2 novembre 1992) è un pallavolista argentino, schiacciatore del Paris.

## Biografia
È il figlio dell'allenatore ed ex pallavolista Marcelo Méndez.

## Palmarès

### Nazionale (competizioni minori)
- Giochi olimpici giovanili 2010
- Campionato mondiale Under-21 2011
- Coppa panamericana 2013